# 刘锡津
刘锡津（1948年1月—），男，黑龙江哈尔滨人，中国当代作曲家。

## 生平
1962年进哈尔滨歌剧院学习，1963年成为黑龙江省歌舞剧院乐团演员，1977年入中央音乐学院作曲系，师从黄飞立学习指挥。
刘锡津常年居住在中国东北，其作品有浓郁的“黑土地”气息。1980年代曾去中国西部采风，對其曲风产生很大影响。从2002年8月起担任中国中央歌剧院院长。

## 作品

### 器樂
- 月琴组曲《北方民族生活素描》（1970年代）
- 合奏《丝路驼铃》（1980年）
- 《滿族風情》 （1998年）
- 合奏《靺鞨組曲》
- 舞剧《渤海公主》
- 高胡協奏曲《魚尾獅傳奇》（1999年，新加坡華樂團委約創作）
- 笛子協奏曲《雪意斷橋》（2013年）
- 二胡協奏曲《詩咏國魂》（2017年，新加坡華樂團委約創作）

### 歌曲
- 《我爱你，塞北的雪》（1981年）
- 《北大荒人的歌》